# It’s Only Love
«It’s Only Love» (с англ. — «Это лишь любовь») — песня группы «Битлз», написанная большей частью Джоном Ленноном, но приписанная, как это обычно делалось, авторскому дуэту Леннон/Маккартни. Песня была выпущена в 1965 году на альбоме Help! в Великобритании, в США песня была выпущена несколькими месяцами позже на следующем альбоме Rubber Soul. В марте 1966 года песня была выпущена также на британском мини-альбоме Yesterday.

## История создания и мнения
Песня создавалась под рабочим названием «That’s A Nice Hat» («Это симпатичная шляпка»). Идея и бо́льшая часть песни принадлежали Леннону, однако окончательный вид она приняла только после того, как Леннон поработал над ней вместе с Маккартни в своём доме в Вейбридже.
Сам Леннон впоследствии неоднократно признавал, что эта песня ему не нравилась из-за слабого текста.

Это песня, которую я поистине ненавижу. Ужасный текст.
Оригинальный текст (англ.)That's the one song I really hate of mine. Terrible lyric.
— Из интервью Леннона журналу Hit Parader

It’s Only Love — моя. Я всегда полагал, что это паршивая песня. Текст отвратительный. Я всегда ненавидел эту песню.
Оригинальный текст (англ.)It's Only Love is mine. I always thought it was a lousy song. The lyrics were abysmal. I always hated that song.
— Из интервью Леннона журналу Playboy, 1980 г.

## Запись песни
Группа записала песню 15 июня 1965 года в течение трёхчасовой сессии на студии Abbey Road. В общей сложности было сделано шесть дублей, однако лишь 4 из них были полными. Вокал Леннона был записан дважды. Партия гитары Харрисона была записана с помощью вращающегося громкоговорителя (Колонка Лесли).
В записи участвовали:
- Джон Леннон — дважды записанный вокал, акустическая гитара
- Пол Маккартни — бас-гитара
- Джордж Харрисон — соло-гитара
- Ринго Старр — ударные, бубен

## Известные кавер-версии
Песня «It’s Only Love» была перепета Брайаном Ферри (на альбоме Let’s Stick Together, 1976 г.), Гари Бондсом (Gary U.S. Bonds, на альбоме Dedication, 1981 г.) и Питером Сетерой (на альбоме Another Perfect World, 2001 г.).